# Jacob Berzelius
Jöns Jacob Berzelius (født 29. august 1779 i Väversunda, Östergötland, død 7. august 1848 i Stockholm) var en svensk kemiker. Han bliver generelt betragtet som den sidste person, der kendte hele feltet inden for kemi. Sammen med Robert Boyle, John Dalton og Antoine Lavoisier bliver han betragtet som en af grundlæggerne af moderne kemi. Berzelius blev medlem af Kungliga Vetenskapsakademien i 1808 og fungerede som deres sekretær fra 1818 og frem til sin død. I Sverige er han kendt som "faderen til svensk kemi". Han brugte normalt ikke sit fornavn, men omtalte sig blot som Jacob Berzeliuz.
Selvom Berzelius begyndte sin karriere som læge, så var hans primære bidrag inden for elektrokemi, kemiske bindinger og støkiometri. Særligt er han kendt for sit arbejde med at fastsætte atomvægt og hans eksperimenter, der ledte til forståelsen af principperne i støkiometri, der er den gren af kemien som beskæftiger sig med de kvantitative sammenhænge mellem elementer i kemiske forbindelser og kemiske reaktioner, og at disse optræder i bestemte proportioner. Denne forståelse blev kendt som loven for konstante proportioner.
Berzelius var en streng empirist, og forventede at enhver ny teori skulle være konsistent med summen af samtidig kemisk viden. Han forbedrede metoder til kemisk analyse, der var nødvendig for at udvikle den grundlæggende data til at støtte hans arbejde inden for støkiometri. Han undersøgte isomeri, allotropi og katalyse, som alle er fænomener som Berzelius har navngivet. Berzelius var blandt de første til at beskrive forskellen mellem uorganiske og organiske forbindelser. Blandt de mange meneraler og grundstoffer han undersøgte, er han blevet krediteret for opdagelsen af cerium og selenium, og blandt de første til at isolere silicium og thorium. Han fulgte også sin interesse inden for mineralogi, hvor han syntetiserede og karakterisede disse nye grundstoffer og andre grundstoffer.
Berzelius demonstrerede brugen af en elektrokemisk celle til at dekomponere hvisse elektroniske forbindelse til par af elektronisk modsatrettede komponenter. Ud fra sin forskning formulerede han en teori, der blev kendt som elektronisk dualisme, og den udfordrede forståelsen af kemiske forbindelse er oxidsalte, der er bundet af elektrostatiske interaktioner. Denne teori, der i nogle kontekster var anvendelig, men er siden blevet set som utilstrækkelig. Berzelius' arbejde med atomvægt og hans teori for elektrokemiske dualisme ledte til opdagelsen af moderne systemer med kemisk formelnotation der viste kompositionen af enhver forbindelse både kvantitativt og kvalitativt. Hans system forkortede de latinske navne på grundstofferne med ét eller to bogstaver og tilføjede hævede tal for at angive antallet af atomer i hver forbindelse. Senere ændrede kemikere dette til sænket tal i stedet.

## Karriere
Berzelius blev tidligt grebet af kærlighed til kemien, men måtte, tvunget af de daværende forhold ved universitetet i Uppsala, hvor han studerede, uddanne sig som læge, og først da han i 1807 blev udnævnt til professor i medicin og farmaci ved den medico-kirurgiske læreanstalt i Stockholm, hvor han havde virket som adjunkt siden 1802 samtidig med at praktisere som læge, kunne han hellige sig de kemiske eksperimentelle arbejder, der fik stor betydning for kemien.
Med små midler og væsentlig uden hjælp udarbejdede Berzelius, særligt 1810-18, eksakte analytiske metoder til kvantitativ bestemmelse af talrige grundstoffer. Han bestemte ved hjælp af dem atomernes relative vægt og gav dermed et fast grundlag for Daltons atomteori fremsat i 1808. Berzelius betragtede oprindeligt den vægtmængde af et grundstof, der forener sig med l atom = 16 vgtd. ilt, som vægten af dets atom, og i hans første udgaver af atomtalstabellerne er for eksempel de monovalente metallers atomvægte opført med det dobbelte af den virkelige værdi, men ved benyttelse af de efterhånden fremkomne holdepunkter: Gay-Lussacs lov, Avogadros lov, læren om isomorfi og Dulong og Petits lov om atomvarmen lykkedes det Berzelius at opstille et atomvægtssystem, der har stået gennem tiderne. Berzelius' eksperimentelle arbejde var så præcise, at de ændringer, som senere tiders udviklede teknik og metodik, særlig gennem de af Jean-Servais Stas (1860-65) og Theodore William Richards (siden 1906) gennemførte arbejder, har forårsaget i Berzelius' atomvægtværdier, kun er ret ubetydelige.
Den analytiske metodik, han udarbejdede, anvendte Berzelius til omhyggelig fastsættelse af de mængdeforhold, i hvilke grundstofferne forener sig til kemiske forbindelser, der førte ham til opstilling af et mineralsystem på kemisk grundlag (1812) og til eftervisning af, at også de organiske forbindelser følger de atomistiske love (1814). Årsagen til, at grundstofferne forbinder sig efter bestemte vægtforhold, søgte Berzelius i en for atomerne ejendommelig elektrisk polaritet og grundlagde på denne antagelse (1812) sin elektrokemiske teori (udarbejdet i 1819) i forbindelse med den på dualistisk grundlag opbyggede lære, hvor han første gang (1814) benyttede det siden da anvendte kemiske tegnsprog.
For alle Berzelius' teoretiske betragtninger dannede eksperimentet det nødvendige grundlag, og han gennemførte mange mønstergyldige enkeltundersøgelser på forskellige områder, blandt hvilke kan nævnes arbejder om selen, fluorforbindelser, ferrocyanforbindelser, vulfosalte, sjældne mineraler og fysiologisk vigtige stoffer, over druesyre og vinsyre (med den skarpt hævdede opfattelse af begrebet isomeri inden for den organiske kemis område), samt også de arbejder, der førte ham til opdagelsen af grundstofferne silicium (1823), zirkonium (1824) og tantal (1824).
Af ikke mindre betydning for videnskaben blev Berzelius' omfattende litterære virksomhed; sine talrige eksperimentelle arbejder skrev han først på svensk, dels i Afhandlingar i Fysik, Kemi och Mineralogi (sammen med Hisinger, 1806-1818), der indeholder over 200 afhandlinger af Berzelius, dels i Vetenskaps Akademiens Handlingar, derefter i datidens vigtigste videnskabelige tidsskrifter. Han skrev også 27 bind af Årsberättelser om Fremstegen i Kemien som livsvarig sekretær ved Vetenskaps Akademien (1821-1848), og som udkom i tysk bearbejdelse: Jahres-Bericht über die Fortschritte d. phys. Wissenschaften, der Chemie u. Mineralogie ved Fr. Wöhler; de indeholder redegørelse for alt, hvad der fremkom, sammen med en objektiv kritik.
Nævnes skal også Lärbok i Kemien, hvis første udgave udkom i tre bind 1808-18; anden udgave i fire bind (1825-31) blev oversat til tysk af Fr. Wöhler, mens tredje og fjerde udgave kun udkom på tysk, oversat efter Berzelius' manuskript af Wöhler, mens femte udgave (1843-48) blev udgivet på tysk af Berzelius under medvirkning af Wöhler. Også hans Föreläsninger i Djurkemien (1806-08) fortjener at blive nævnt.
I 1815 overtog Berzelius et professorat i kemi, oprettet netop til ham ved førnævnte læreanstalt, og talrige kemikere søgte til ham. Blandt hans elever kan nævnes brødrene Rose, Mitscherlich, Wöhler, Gmelin, Magnus, Mosander og andre. I 1832 opgav han sin lærergerning og blev udnævnt til professor emeritus honorarius. Karl XIV Johan adlede i 1818 Berzelius. I 1835 blev han udnævnt til friherre, og i 1858 blev der rejst en statue af ham i Stockholm.